# Инокентий II
Папа Инокентий II (на латински: Innocentius.PP.II), роден Грегорио Папареши (на италиански: Gregorio Papareschi) е глава на Католическата църква, 164-тия папа в Традиционното броене.